# 杉浦幸二
杉浦 幸二（すぎうら こうじ、1966年4月26日 - ）は、愛知県出身の元プロ野球選手（投手）。愛称は「シャーマン」。

## 来歴・人物
碧南工業高時代は3年夏の県大会初戦で中京高を相手に延長引分け後の再試合で投げ勝った。
1984年のプロ野球ドラフト会議で横浜大洋ホエールズから5位指名を受け入団。
プロ3年目の1987年に一軍初登板を果たすも結果を残せず3試合の登板に終わる。ファームにおいては一定の成績を残すものの、一軍の壁を破ることができず伸び悩み状態が続いた。
1989年にはMLB・テキサス・レンジャーズ傘下（当時）のルーキー級ビュート・カッパーキングスに野球留学するが、晩年は一軍の打撃投手の役割となって1991年限りで現役を引退。
引退後は、1992年から正式に打撃投手に転身し、2009年まで務めた。

## 詳細情報

### 年度別投手成績
| 年 度     | 球 団     | 登 板 | 先 発 | 完 投 | 完 封 | 無 四 球 | 勝 利 | 敗 戦 | セ 丨 ブ | ホ 丨 ル ド | 勝 率 | 打 者 | 投 球 回 | 被 安 打 | 被 本 塁 打 | 与 四 球 | 敬 遠 | 与 死 球 | 奪 三 振 | 暴 投 | ボ 丨 ク | 失 点 | 自 責 点 | 防 御 率 | W H I P |
| --------- | --------- | ----- | ----- | ----- | ----- | -------- | ----- | ----- | -------- | ----------- | ----- | ----- | -------- | -------- | ----------- | -------- | ----- | -------- | -------- | ----- | -------- | ----- | -------- | -------- | ------- |
| 1987      | 大洋      | 3     | 1     | 0     | 0     | 0        | 0     | 1     | 0        | --          | .000  | 23    | 4.1      | 6        | 0           | 5        | 0     | 0        | 4        | 0     | 0        | 7     | 6        | 12.46    | 2.54    |
| 通算：1年 | 通算：1年 | 3     | 1     | 0     | 0     | 0        | 0     | 1     | 0        | --          | .000  | 23    | 4.1      | 6        | 0           | 5        | 0     | 0        | 4        | 0     | 0        | 7     | 6        | 12.46    | 2.54    |

### 記録
- 初登板・初先発：1987年4月15日、対阪神タイガース2回戦（横浜スタジアム）、1/3回を4失点で敗戦投手

### 背番号
- 60 （1985年 - 1990年）
- 65 （1991年）
- 92 （1992年 - 2009年）